# Olle Olsson Hagalund

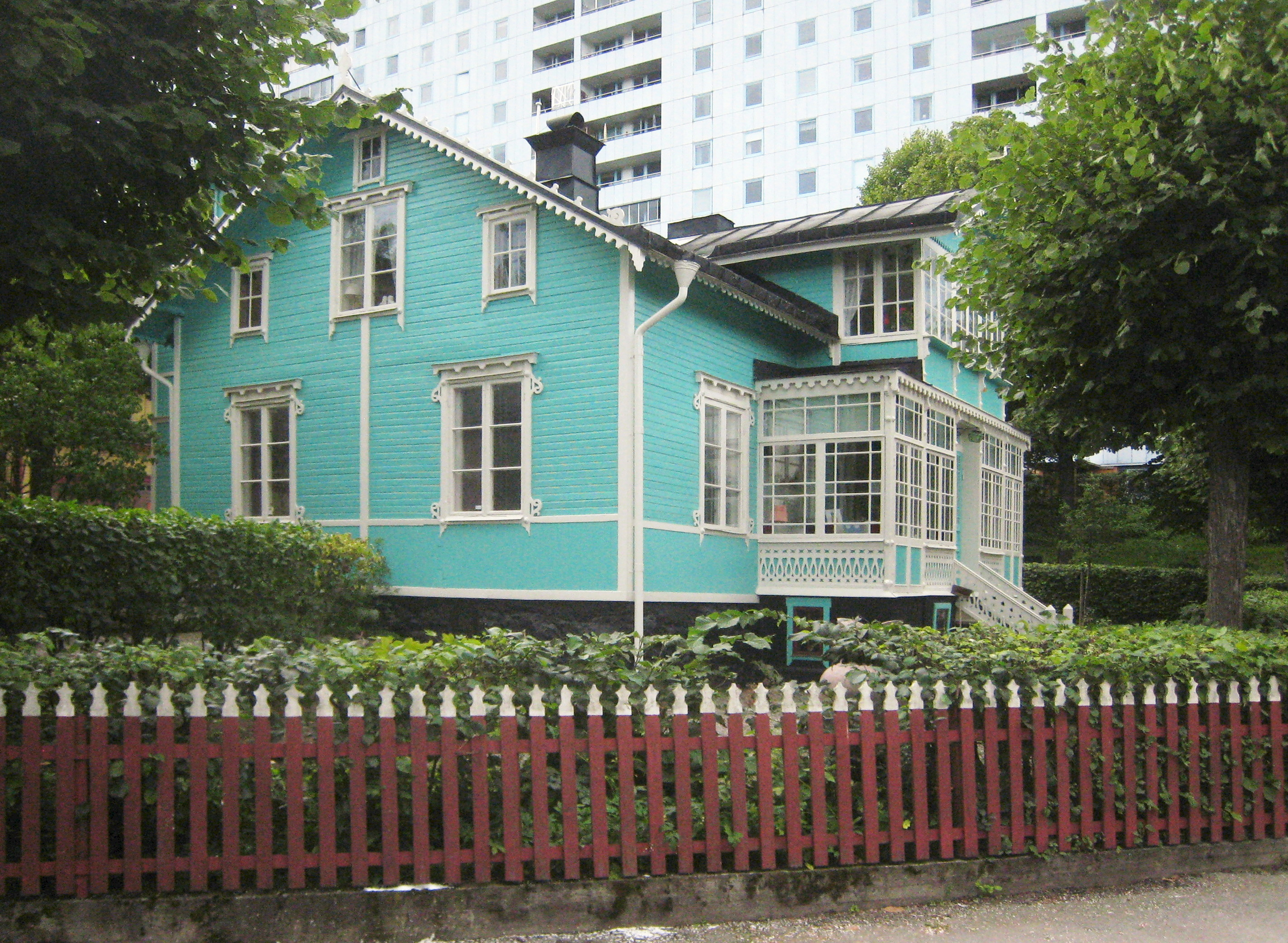
Huset där Olle Olsson bodde i och som idag kallas Olle Olsson-huset. Bakom syns ett av de höghus som var orsak till de rivningar som tog honom hårt.

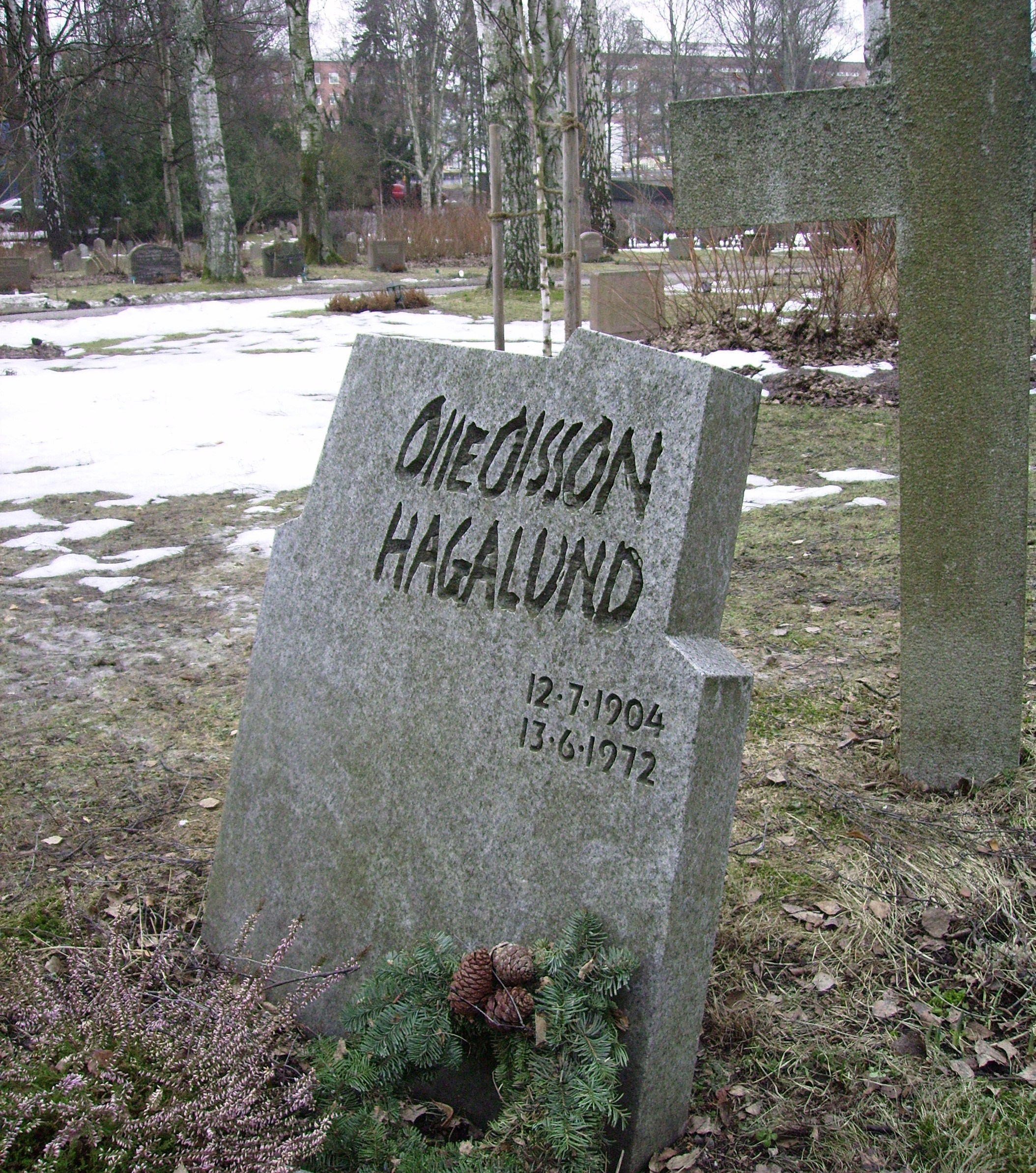
Olle Olsson Hagalunds gravvård på Solna kyrkogård. Vården lutar mot hans älskade Hagalund.

Olof "Olle" Conny Olsson "Hagalund", född 12 juli 1904 i Solna, död där 13 juni 1972, var en svensk målare och grafiker.

## Biografi
Olle Olsson var en naivistisk målare, mest känd med tilläggsnamnet Hagalund. Olsson bodde hela sitt liv i det hus som hans morfar Carl Jakob Brolin hade byggt 1897 i kåkstaden Hagalund, Solna. Det var också härifrån han hämtade många av sina motiv, men det finns även målningar med motiv ifrån Stockholm och Paris samt en rad porträtt av unga flickor.
Olssons bilder är målade i en svärmisk och lekfullt ironisk anda. De rymmer inte sällan detaljrika gatuscener och händelser. Hans första separatutställning på Färg och form år 1938 fick god kritik. Alla tavlor på utställningen blev sålda vilket han egentligen inte tyckte om, eftersom han alltid hade svårt att skiljas från sina tavlor.
Olsson tog rivningarna av Hagalund under 1960-talet så hårt att han slutade att måla. Idag finns endast några få hus kvar av kåkstaden där han levde och verkade. Ett av dessa hus är Olle Olsson-huset som idag gjorts om till museum. Olle Olsson Hagalund är representerad vid bland annat Göteborgs konstmuseum, Norrköpings konstmuseum, Nationalmuseum och Örebro läns landsting.

## Teater

### Scenografi
| År   | Produktion                        | Upphovsmän | Regi             | Teater        |
| ---- | --------------------------------- | --- | ---------------- | ------------- |
| 1948 | Vita hästen Im weißen Rößl        | Hans Müller och Ralph Benatzky Bearbetning Kar de Mumma och Karl Ewert                                             | Max Hansen       | Oscarsteatern |
| 1950 | Rose-Marie                        | Rudolf Friml, Herbert Stothart, Otto Harbach och Oscar Hammerstein Bearbetning Stig Bergendorff och Gösta Bernhard | Sven Aage Larsen | Oscarsteatern |
| 1951 | Kiss Me, Kate                     | Cole Porter, Samuel Spewack och Bella Spewack                                                                      | Sven Aage Larsen | Oscarsteatern |
| 1952 | Anderssons sagor, revy            | Stig Bergendorff och Gösta Bernhard                                                                                | Gösta Terserus   | Casinoteatern |
| 1953 | Operation knätofs, revy           | Stig Bergendorff och Gösta Bernhard                                                                                | Gösta Bernhard   | Casinoteatern |
| 1953 | Änglar på Broadway Guys and Dolls | Frank Loesser, Joe Swerling och Abe Burrows Översättning Gösta Rybrant                                             | Sven Aage Larsen | Oscarsteatern |
| 1955 | Lilla helgonet Mam'zelle Nitouche | Hervé, Henri Meilhac och Albert Millaud Bearbetning Kar de Mumma                                                   | Ivo Cramér       | Oscarsteatern |
| 1958 | Madame Pompadour                  | Rudolf Schanzer, Ernst Welisch och Leo Fall Översättning Gösta Rybrant                                             | Ivo Cramér       | Oscarsteatern |